# 火打山 (徳島県)
火打山（ひうちやま）は、徳島県東みよし町、三好市、つるぎ町の間に位置する山である。標高1,420m。

## 地理
桟敷峠の南東約3km、白滝山の北方1.5kmの地点、旧三加茂町、旧東祖谷山村、旧半田町との境界にある。三角点はなく等高線は標高1,420mを示している。古い地形図には標高1,424mの表示があった。
山頂付近はブナ帯になるが、北および西斜面は針葉樹林に覆われている。東側の急斜面には岩崖も見られる。東の山麓である旧半田町ではの小谷集落では、文政13年に徳島藩主にろう石を献上している。登山道は三好市東祖谷落合深渕から頂上の真南500mの地点の峠へ通ずる道があり。峠からは北へ直登する。